# 軽井沢、夏の危険地帯
『軽井沢、夏の危険地帯』（かるいざわ、なつのきけんちたい）は、1982年にテレビ朝日系「土曜ワイド劇場」で放送されたテレビドラマ。主演は田村高廣。

## キャスト
- 円城寺公平（元新劇俳優） - 田村高廣
- 津島雪子（女医） - 真野響子
- 円城寺美沙子（公彦の妻） - 真野響子
- 津島涼子（雪子の妹） - 山本みどり
- 岩下（浅間署刑事） - 中康次
- 円城寺公彦（円城寺の息子） - 松橋登
- 田崎誠（涼子の恋人） - 竹村晴彦
- 辻本敬子（美容師） - 戸村英子
- 本間収（自動車整備工） - 加藤益弘
- 沢百合（歌手） - 大川かつ子
- 石田英夫（百合のマネージャー） - 菅田俊
- アベック - 樋口雅一、竹本左和子
- 暴走族 - 新井成子、熊谷雄二
- 医師 - 山本清
- 検視官 - 加島潤
- 浅間署副本部長 - 小田草之介
- 郵便局員 - 伊藤哲哉
- フロント係 - 成田次徳
- 鑑識課員 - 菅沼赫
- 警官 - 荘司肇
- 空き缶を投げた男 - 児玉泰次
- 空き缶を拾う女 - 井口恭子、有田美和子、なかはら五月
- 浅間署本部長 - 浜田寅彦
- 鑑識研究員 - 仙北谷和子
- 円城寺知江（円城寺の妻） - 鳳八千代
- 島崎（浅間署刑事） - 長門裕之
- ナカライ・プロ、若プロ

## スタッフ
- 原作 - 五谷翔『第九の流れる家』
- 脚本 - 武末勝
- 監督 - 長谷和夫
- 音楽 - 東京ビージーエム
- プロデューサー - 江夏浩一、宇都宮恭三
- 制作 - テレビ朝日、松竹